# Хок (залив)

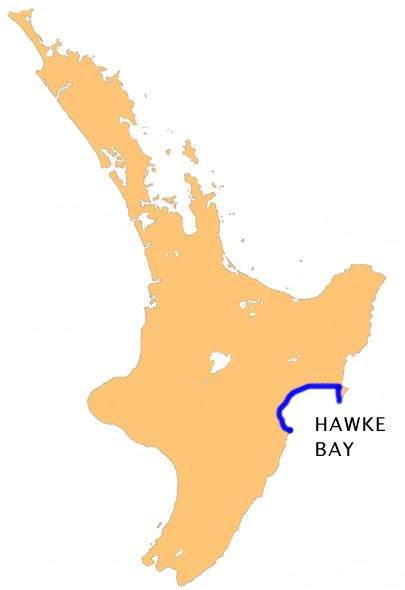
Местонахождение залива Хок.

Залив Хок (англ. Hawke Bay) — залив в восточной части острова Северный (Новая Зеландия). Тянется на 100 км от полуострова Махиа на северо-востоке до мыса Киднэпперс на юго-западе.
Английский путешественник Джеймс Кук высадился на берегу, омываемом этим заливом, 12 октября 1769 года. Три дня спустя залив был назван в честь Эдварда Хока (1710—1781), Первого лорда Британского Адмиралтейства.
Одной из геологических особенностей этого региона Новой Зеландии является медленное тектоническое поднятие. Именно поэтому на берегу, омываемом заливом Хок, очень большое количество морских отложений, в которых сохранились окаменелости как морских, так и наземных динозавров. 3 февраля 1931 года в заливе было отмечено крупное землетрясение.
Так как недалеко от берега, который омывается заливом, проходит горная цепь (а именно, в северной части залива), северное побережье представляет собой плато, подвергнутое сильной эрозии.
На северном берегу залива расположен город Уаироа (в устье реки Уаироа), на южном — город Нейпир.